# 2010年冬季奥林匹克运动会花样滑冰比赛
2010年冬季奧林匹克運動會的花样滑冰比賽由2月14日至27日在太平洋体育馆舉行，共會頒發4枚金牌。

## 参赛资格

### 单人滑和双人滑
- 本屆冬季奧運花式滑冰項目，最多可由30名运动员参加男女单人滑小項，雙人滑的名額則有20对 。
- 单人滑中的24个名额和双人滑的16对名额通过2009年世锦赛排名确定，而剩余名额则通过资格赛确定。

### 冰上舞蹈
- 最多共有24个名额，其中19个名额通过世锦赛排名确定，剩余名额通过资格赛确定[1]。

## 各國獎牌榜

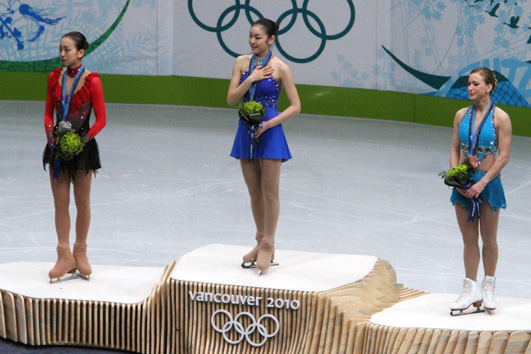
2010 Winter Olympic - Figure skating Ladies podium - Yuna Kim(1st), Mao Asada(2nd), Joannie Rochette (3rd).

| 排名 | 国家／地区 | 金牌 | 银牌 | 铜牌 | 總數 |
| ---- | ---------- | ---- | ---- | ---- | ---- |
| 1    | 中国       | 1    | 1    | 0    | 2    |
| 1    | 美国       | 1    | 1    | 0    | 2    |
| 3    | 加拿大     | 1    | 0    | 1    | 2    |
| 4    | 韩国       | 1    | 0    | 0    | 1    |
| 5    | 俄罗斯     | 0    | 1    | 1    | 2    |
| 5    | 日本       | 0    | 1    | 1    | 2    |
| 7    | 德国       | 0    | 0    | 1    | 1    |

## 各項成績
| 項目               | 金牌                                        | 银牌                                  | 铜牌                                             |
| 男子单人滑（詳細） | 埃文·莱萨塞克 · 美国（USA）                 | 叶甫根尼·普鲁申科 · 俄罗斯（RUS）     | 高橋大輔 · 日本（JPN）                           |
| 女子单人滑（詳細） | 金姸兒 · 韩国（KOR）                        | 淺田真央 · 日本（JPN）                | 喬安妮·羅切特 · 加拿大（CAN）                    |
| 双人滑（詳細）     | 申雪 / 赵宏博（中国）                       | 庞清 / 佟健（中国）                   | 阿莉安娜·薩維琴科 / 罗宾·索尔科维（德国）        |
| 冰上舞蹈（詳細）   | 泰莎·沃尔图 · 斯科特·莫伊尔 · 加拿大（CAN） | 梅莉·戴維斯 · 查理·懷特 · 美国（USA） | Oksana Domnina · 马克西姆·沙巴林 · 俄罗斯（RUS） |

## 外部連結
- 本屆奧運花样滑冰比賽時間表（页面存档备份，存于）
- 国际滑冰联合会官方网站（英文）（页面存档备份，存于）
- 2010年冬季奥林匹克运动会官方网站（英文）（页面存档备份，存于）
- 国际奥委会官方网站